# Ceramoclasteropsis
Ceramoclasteropsis — рід грибів родини Capnodiaceae. Назва вперше опублікована 1962 року.

## Класифікація
До роду Ceramoclasteropsis відносять 3 види:
- Ceramoclasteropsis coumae
- Ceramoclasteropsis piperis
- Ceramoclasteropsis pipernigricola